# Loredana Pera
Loredana Elena Pera (n. Iancu, pe 3 august 1987, în Pitești) este o handbalistă din România care joacă pentru echipa HC Zalău pe postul de inter stânga.

## Carieră
Loredana Iancu a început să joace handbal la nivel de senioare cu echipa Universitatea Reșița, unde l-a avut ca antrenor și pe viitorul ei soț, Florentin Pera. În 2011, ea a părăsit gruparea reșițeană și s-a transferat la HC Dunărea Brăila, unde a rămas doar un sezon. La sfârșitul anului competițional 2012, ea a semnat un contract pentru două sezoane cu HC Zalău.

## Palmares
- Cupa EHF
  - Semifinalistă: 2013